# Pirita-Kose-Kloostrimetsa
Pirita-Kose-Kloostrimetsa, w latach 1959–1962 Iru-Lükati-Kloostrimetsa – nieistniejący już tor wyścigowy znajdujący się w Tallinnie.

## Historia
Tor Pirita-Kose-Kloostrimetsa funkcjonował już przed II wojną światową. Miał wówczas długość 6761 m i był torem ulicznym, na który składały się wąskie drogi publiczne położone po obu stronach rzeki Pirita, połączone drewnianymi mostami. Na 2/3 długości drogi były położone asfaltem, a pozostałą długość stanowiły piaszczyste drogi. Maksymalna różnica wysokości wynosiła 22 m. Większość toru prowadziła przez las. Pierwsze zawody na tym torze odbyły się 17 września 1933 roku i były to wyścigi motocyklowe, natomiast rok później zainaugurowano samochodowe Grand Prix Estonii, które wygrali David Ferrier i Hans Thael. Po zakończeniu wojny i wcieleniu Estonii do ZSRR, od 1947 roku na torze Pirita-Kose-Kloostrimetsa ponownie odbywały się przeważnie wyścigi motocyklowe. Pętla trasy była identyczna z przedwojenną, jednakże poprawiono infrastrukturę i wymieniono nawierzchnię.

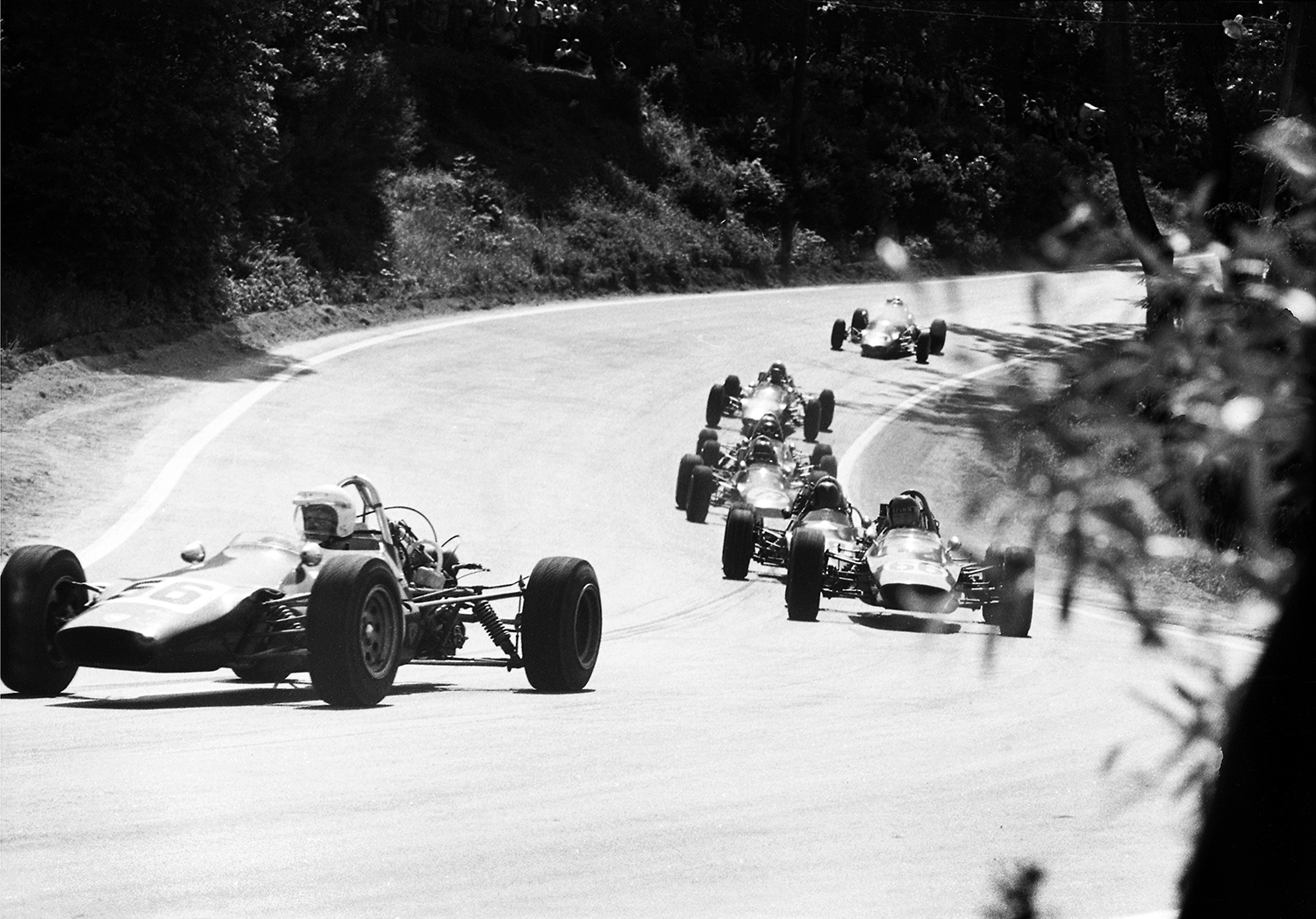
Wyścig na torze Pirita-Kose-Kloostrimetsa w 1974

W 1957 roku na wschód na toru rozpoczęto budowę kompleksu budynków klubu wyścigowego Spartak, który następnie został wcielony do Kalev. Kompleks otwarto w 1959 roku, a zawierał on budynek główny, warsztaty i garaże. Jednocześnie przetestowano wówczas nową wersję toru, nazwaną Iru-Lükati-Kloostrimetsa. Ta wersja dzieliła ze starą trasą około dwa kilometry, przebiegając zasadniczo na wschód od dawnego toru. Długość trasy wynosiła 8646 m, szerokość dróg od sześciu do ośmiu metrów, a różnica wzniesień – 36 m. Podobnie jak w przypadku starej trasy, Iru-Lükati-Kloostrimetsa prowadził przez obie strony Pirity, jednakże nie obejmował dróg o dużym natężeniu ruchu. Prosta startu/mety znajdowała się bezpośrednio przy budynku klubowym. Poważną wadą nowej trasy były jednak wąskie drogi o nawierzchni złej jakości. Nową pętlę zainaugurowano zawodami o Grand Prix Kaleva 20 września 1959. Następnie ta wersja trasy została użyta tylko dwukrotnie, co miało miejsce podczas mistrzostw ZSRR w 1960 i 1962 roku.

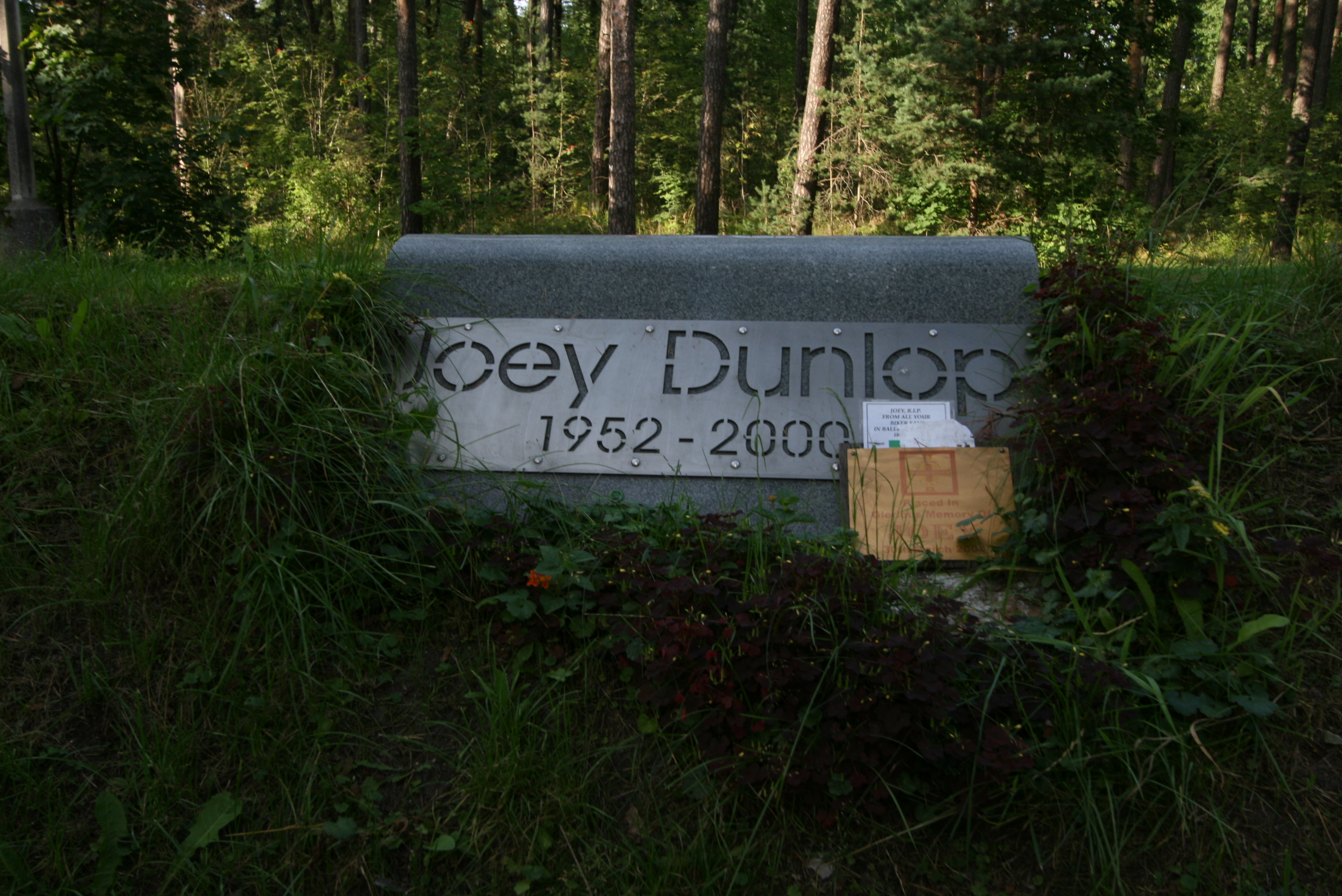
Tablica upamiętniająca Joeya Dunlopa

Po 1962 roku porzucono Iru-Lükati-Kloostrimetsa na rzecz poprzedniej wersji trasy. W drugiej połowie 1964 roku rozpoczęto przebudowę toru, którą zakończono jesienią 1965 roku. Głównym celem było dostosowanie toru do wymogów FIM. Poszerzono tor do 8–10 m, ścięto drzewa znajdujące się zbyt blisko drogi oraz nieco przebudowano trasę, dodając nowy zakręt. W ten sposób długość toru zmniejszyła się do 6026 m. Przeniesiono też prostą startową, obok której znajdowały się m.in. stanowiska sędziowskie, trybuny i parking. Ponadto trybuny dobudowano w innych miejscach, szczególnie przy zakrętach. Pierwszy wyścig na tym torze odbył się w dniach 9–10 października 1965 roku jako Grand Prix Kaleva. Rok później zorganizowano tu mistrzostwa ZSRR dla samochodów seryjnych. W latach 1971–1974 i 1976 na torze Pirita-Kose-Kloostrimetsa organizowano mistrzostwa ZSRR. Po 1977 roku wyścigi na tallińskiej trasie zostały przerwane z powodu przebudowy mostu u ujścia Pirity i budowy centrum żeglarskiego z okazji XXII Olimpiady. Po zakończeniu igrzysk olimpijskich ponownie organizowano na obiekcie Pirita-Kose-Kloostrimetsa wyścigi motocyklowe. W 1983 roku wydano broszurę „Tallin ’83 – Vormel 1”, przedstawiającą estoński tor jako kandydata do organizacji Grand Prix ZSRR Formuły 1. Jednakże pierwszy krótki samochodowy wyścig demonstracyjny odbył się na nowej wersji dopiero w 1987 roku.
W okresie poradzieckim tor Pirita-Kose-Kloostrimetsa nadal był używany, ponadto wciąż organizowane na nim było samochodowe Grand Prix Kaleva. Jednakże w latach 2000–2001 na przestarzałym wówczas torze śmierć poniosło dwóch motocyklistów (Joey Dunlop i Tõnu Rääk). Z uwagi na fakt, iż dolina Pirity od 1957 roku ma status chroniony, niemożliwa była przebudowa toru i po 2006 roku nie organizowano już na nim żadnych zawodów.